# Shawn Mendes
Shawn Peter Raul Mendes (Pickering, Ontario, 1998. augusztus 8. –) kanadai énekes, dalszerző. 2013-ban kezdett feldolgozásokat készíteni a Vine videómegosztó alkalmazásra. A következő évben Andrew Gertler fedezte fel, majd szerződtette le az Island Records-hoz 2014-ben, de a világsikert a Stitches című slágere hozta meg. Azóta pedig 4 nagylemezt, 3 világturnét, és számos jelölést és díjat tudhat maga mögött.

## Élete
Shawn Mendes kanadai származású, édesanyja, Karen ingatlanügynök és édesapja, Manuel üzletember, aki éttermi felszereléseket ad el Torontóban. Anyja angol, apja portugál származású. Van egy 5 évvel fiatalabb húga, Aaliyah. Shawn Pickering-ben nevelkedett vallásos családban és ott járt a Pine Ridge nevezetű középiskolába is. Az iskolában jégkorongot és focit játszott, emellett pedig színészi órákon gyakorolta a színpadon létet. 2016 júniusában fejezte be a középiskolát.

### 2013–2015: Handwritten
Mendes 2013-ban kezdett el feltölteni híres dalok feldolgozásait a Vine videómegosztó- oldalra. Az ezt követő évben fedezte fel Andrew Gertler menedzser a tehetséges fiút, így 2014 tavaszán megjelent első kislemeze, melyet The Shawn Mendes EP néven dobtak piacra. 2015. április 14-én, nem egészen 17 évesen adta ki első stúdióalbumát Handwritten néven. Az első slágere a Life of the Party volt - ezzel a Billboard Hot 100 listáján a 25. helyen kezdett, ezzel pedig ő lett az eddigi legfiatalabb előadó, aki felkerült a listára. de a Stitches című sláger hozta meg Mendesnek a világhírnevet.

### 2016–2017: Illuminate
Mendes második stúdióalbuma, az Illuminate 2016. szeptember 23-án jelent meg, majd 2017 áprilisában kibővítették a There's Nothing Holdin' Me Back című dallal. Ezen a lemezen található a Treat You Better, illetve a Mercy is - ezen két dal nemzetközi szinten újra elismerést hozott a fiatal énekesnek. Shawn az album nevét illetően így nyilatkozott: 
,,Meg akartunk róla győződni, hogy jó címe lesz az albumnak, és jött az Illuminate (felvilágosít, megvilágít, világossá tesz) ötlete, ami olyan, mint a zene: amikor az emberek sötét korszakukat élik, a zene kiút tud lenni belőle. Olyan, mintha megvilágosítana; megvilágosítaná az embereket"

### 2018–: Shawn Mendes
2018. március 22-én Mendes megjelentette legújabb albuma vezető dalát, az In My Blood-ot, melyet egy nappal rá a Lost In Japan követett. Az önmagáról elnevezett lemeze május 25-én jelent meg, mely pozitív kritikai véleményeket kapott. A lemez a Billboard 200-as listáján az első helyezést érte el és már a megjelenése napján 77 országban lett listavezető. Az album promotálására az énekes 2019-ben kezdte meg a Shawn Mendes nevezetű turnéját.
A lemezen egyébként olyan számok is helyet kaptak, mint a Nervous, a Youth (feat Khalid), vagy a Like to Be You (feat Julia Michaels), később pedig Zeddel közösen megjelent a Lost In Japan remix változata.

## Diszkográfia

### Albumok
- Handwritten (2015)
- Illuminate (2016)
- Shawn Mendes (2018)
- Wonder (2020)
- Shawn (2024)

### Élő albumok
- Live at Madison Square Garden (2016)
- MTV Unplugged (2017)

### EP-k
- The Shawn Mendes EP (2014)

### Egyéb számok
- Oh Cecilia (Breaking My Heart) (feat. The Vamps) (2014)
- I Know What You Did Last Summer (feat. Camila Cabello) (2015)
- Believe (Utódok c. filmben - 2015)

## Turnék

### Saját
- ShawnsFirstHeadlines (2014-2015)
- Shawn Mendes World Tour (2016)
- Illuminate World Tour (2017)
- Shawn Mendes Festival Tour (2018)
- Shawn Mendes: The Tour (2019)
- Shawn Mendes. The Wonder Tour (2022)

2018 nyarán Shawn és zenekara fesztiválokon lépett fel, ennek keretében a Sziget Fesztiválra is ellátogatott. Ez volt az első - és eddig egyetlen - magyarországi koncertje.

### Nyitóelőadóként
- Austin Mahone: Austin Mahone: Live on Tour (2014 - Észak-Amerika)
- Taylor Swift: The 1989 World Tour (2015 - Észak-Amerika)

| újabb albumok | megjelenés éve | kiadó          |
| ------------- | -------------- | -------------- |
| MTV Unplugged | 2017           | Island Records |